# أندرياس
أندرياس (12 أكتوبر 1980 بنيقوسيا في قبرص - ) هو لاعب كرة قدم قبرصي في مركز الدفاع. شارك مع منتخب قبرص لكرة القدم. أما مع النوادي، فقد لعب مع أنورثوسيس فاماغوستا ونادي أومونيا ونادي أيك لارنكا وألكي لارانكا ‏ وإينوسيس نيون باراليمني ‏.

## مسيرته الكروية
لعب أندرياس خلال مسيرته الاحترافية مع 6 أندية في أربعة عشر موسمًا وسجل خلالها 9 أهداف ضمن 196 مباراة. ولم يفز بأي موسم بالكأس وفاز في موسمين بالدوري.
خاض أندرياس مسيرته مع نادي أومونيا في موسم 2000–01 في المرة الأولى ولمدة موسمين ثم في موسم 2003–04 لمدة موسم واحد، مشاركًا طوالها في 34 مباراة ولم يسجل أي هدف. ثم انتقل إلى ألكي لارانكا ‏ في موسم 2002–03 في المرة الأولى لمدة موسم واحد ثم في موسم 2010–11 لمدة موسم واحد، حيث شارك طوالها في 15 مباراة ولم يسجل أي هدف أيضًا. لينتقل بعدها إلى نادي أيك لارنكا في موسم 2004–05 واستمر معه طيلة ثلاثة مواسم، مشاركًا في 51 مباراة سجل خلالها 4 أهداف. ثم انتقل إلى نادي أنورثوسيس فاماغوستا في موسم 2007–08 واستمر معه طيلة ثلاثة مواسم، مشاركًا في 61 مباراة سجل خلالها 3 أهداف. هذا وانتقل لاحقًا إلى إينوسيس نيون باراليمني ‏ في موسم 2012–13 ولمدة موسمين، مشاركًا في 27 مباراة سجل خلالها هدفًا واحدًا. ثم انتقل بعدها إلى نادي إيرميس أراديبو في موسم 2013–14 لمدة موسم واحد، مشاركًا في 8 مباريات سجل خلالها هدفًا واحدًا أيضًا.

## روابط خارجية
- أندرياس على موقع قاعدة بيانات كرة القدم.إي يو (الإنجليزية)
- أندرياس على موقع ناشيونال فوتبول تيمز (الإنجليزية)